# A Man and His Money
A Man and His Money es una 1919 comedia muda estadounidense dirigida por Harry Beaumont y protagonizada por Tom Moore y Seena Owen. Fue producida y distribuida por Goldwyn Pictures.

## Reparto
- Tom Moore cuando Harry Lathrop
- Seena Owen cuando Betty Dalrymple
- Sidney Ainsworth cuando Walter Randall
- Kate Lester cuando Señora Johnston DeLong
- Claire Du Brey como Varda Ropers
- Sydney Deane cuando John Esturión
- Eddie Sturgis cuando Chófer

## Estado de preservación
Se conserva una copia en el Museo de Arte Moderno (MOMA), Nueva York.